# Einsteinove enačbe polja
Einsteinove enačbe polja so množica desetih enačb v Einsteinovi splošni teoriji relativnosti s katerimi je opisana osnovna sila gravitacija kot ukrivljenost prostor-časa, ki jo povzročata snov in energija. Enačbe je Einstein prvič objavil leta 1915 v obliki tenzorske enačbe in se zaradi tega imenujejo tudi Einsteinove enačbe ali kar Einsteinova enačba. Po navadi pa za Einsteinovo enačbo imenujejo zvezo med maso in energijo E = mc2. Enačbe je v istem času izpeljal tudi David Hilbert in jih včasih imenujejo Einstein-Hilbertove enačbe polja. Hilbert se je delno zgledoval po Einsteinovem pristopu. Po letu 1997 so, kakor je poročal Shapiro, tudi videli po Hilbertovih zapiskih, da je Hilbert računal drugače in v drugačnem smislu, tako, da je enačba v celoti Einsteinovo izvirno delo, kar večina priznava.
Enačbe so tenzorske. Enačijo ukrivljenost prostor-časa, izraženo prek Einsteinovega tenzorja, z energijo in gibalno količino, ki ju določa napetostni tenzor.
Ker so Einsteinove enačbe polja najbolj točne enačbe polja za gravitacijo, se pogosto uporabljajo za določevanje ukrivljenosti prostor-časa, ki nastane zaradi prisotnosti mase in energije. Določajo metrični tenzor prostor-časa za dano porazdelitev energijske napetosti v njem. Zaradi povezave med metričnim tenzorjem in Einsteinovim tenzorjem, so tedaj enačbe sklopljene, nelinearne diferencialne enačbe.

## Zapis enačb
Enačbe imajo obliko:
{\displaystyle R_{ab}-{\frac {1}{2}}R\,g_{ab}=-\kappa T_{ab}\!\,,}
kjer je konstanta:
{\displaystyle \kappa =-{\frac {8\pi G}{c^{4}}}\!\,.}
Tu je {\displaystyle R_{ab}} Riccijev tenzor, {\displaystyle R} Riccijev skalar, {\displaystyle g_{ab}} metrični tenzor in {\displaystyle T_{ab}} napetostni tenzor. Konstante so: {\displaystyle \pi } (pi), {\displaystyle G} (splošna gravitacijska konstanta) in {\displaystyle c} hitrost svetlobe. Tenzorske enačbe povezujejo simetrične tenzorje reda 4 × 4. Tu so zapisane z abstraktnim indeksnim zapisom, ki je v splošnem neodvisen od koordinatnega sistema. Vsak tenzor ima 10 neodvisnih komponent. Z omejitvijo na štiri koordinate prostor-časa, je neodvisnih enačb 6.
Čeprav so bile Einsteinove enačbe gravitacijskega polja sprva zapisane za teorijo štirirazsežnega prostor-časa, veljajo tudi za n razsežnosti. Enačbe v okviru splošne teorije relativnosti se še vedno imenujejo Einsteinove enačbe polja, če je razsežnost navedena.
Navkljub preprostosti zapisa, so enačbe zapletene. Če sta dani porazdelitvi snovi in energije z napetostnim tenzorjem, so enačbe za metrični tenzor {\displaystyle g_{ab}}, saj sta Riccijev tenzor in Riccijev skalar odvisna od metrike na zapleten nelinearen način. V polnem zapisu so enačbe sistem desetih sklopljenih, nelinearnih, hiperbolično-eliptičnih parcialnih diferencialnih enačb.
Enačbe v zgoščeni obliki zapišejo z Einsteinovim tenzorjem:
{\displaystyle G_{ab}=R_{ab}-{\frac {1}{2}}Rg_{ab}\!\,,}
ki je simetrični tenzor drugega reda in je funkcija metrike. Z geometriziranimi enotami, kjer so G = c = 1, dobijo enačbe obliko:
{\displaystyle G_{ab}=-8\pi T_{ab}\!\,.}
Leva stran predstavlja ukrivljenost prostor-časa, ki jo določa metrika. Desna stran predstavlja porazdelitev snovi in energije v prostor-času. Na enačbe se lahko gleda kot na množico enačb, ki narekujejo kako je ukrivljenost prostor-časa povezana s porazdelitvijo mase in energije v Vesolju.
Einsteinove enačbe polja skupaj z enačbami geodetk tvorijo jedro matematične formulacije splošne teorije relativnosti.

## Značilnosti Einsteinovih enačb polja

### Ohranitev energije in gibalne količine
Pomembna posledica Einsteinovih enačb polja je krajevna ohranitev energije in gibalne količine. Pogojuje jo diferencialna Bianchijeva enakost:
{\displaystyle \nabla _{b}G^{ab}=G^{ab}{}_{;b}=0\!\,,}
ki skupaj z enačbami da:
{\displaystyle \nabla _{b}T^{ab}=T^{ab}{}_{;b}=0\!\,,}
kar označuje ohranitev. Ta ohranitveni zakon zahteva fizika. Pri iskanju enačb polj je Einstein poskušal najti enačbe, ki vedno zadovoljujejo ta ohranitveni pogoj.

### Nelinearnost enačb polja
Nelinearnost Einsteinovih enačb polja ločuje splošno teorijo relativnosti od drugih osnovnih fizikalnih teorij. Maxwellove enačbe v elektriki in magnetizmu so linearne v električnih in magnetnih poljih. Drug zgled je Schrödingerjeva enačba v kvantni mehaniki, ki je kot valovna funkcija linearna.

### Načelo korespondence
Eisteinove enačbe polja dajo splošni gravitacijski zakon v približku s šibkim poljem in počasnim gibanjem. Tudi konstanta κ', ki se pojavlja v enačbah, je temu primerno tako izbrana.

## Kozmološka konstanta
V enačbe se lahko uvrsti izraz, ki je sorazmeren z metriko:
{\displaystyle G_{ab}+\Lambda g_{ab}=-{8\pi }T_{ab}\!\,.}
Konstanta {\displaystyle \Lambda } se imenuje kozmološka konstanta. Ker je {\displaystyle \Lambda } konstanta, to ne vpliva na zakon o ohranitvi energije.
Člen s kozmološko konstanto je izvirno vpeljal Einstein leta 1917, da bi omogočal takšno rešitev enačb polja, ki bi podprla model statičnega nerazširjajočega se Vesolja. Ta poskus uvedbe konstante se je pokazal za neuspešnega zaradi dveh razlogov. Statično Vesolje je bilo po teoriji nestabilno in Hubble je po desetletju opazovanj leta 1929 okril oddaljevanje galaksij, kar je kazalo na širjenje Vesolja. Einstein je člen z {\displaystyle \Lambda \,} opustil in imenoval svojo vpeljavo »za svojo največjo zablodo v življenju«. Dolgo časa so menili, da je vrednost kozmološke konstante enaka 0.
Navkljub Einsteinovi zgrešeni utemeljitvi vpeljave člena s kozmološko konstanto, z njeno vpeljavo v enačbe ni nič narobe. Novejša izboljšana astronomska opazovanja so odkrila, da jih lahko pojasni le od 0 različna {\displaystyle \Lambda \,}.
Einstein je obravnaval kozmološko konstanto kot neodvisni parameter, vendar je moč njen člen algebrsko prestaviti na drugo stran kot del napetostnega tenzorja:
{\displaystyle T_{ab}^{\mathrm {(vak)} }=-{\frac {\Lambda }{8\pi }}g_{ab}\!\,.}
Konstanta
{\displaystyle \rho _{\mathrm {vak} }={\frac {\Lambda }{8\pi }}\!\,}
se imenuje energija vakuuma. Obstoj kozmološke konstante je enakovreden obstoju od nič različne energije vakuuma. V splošni teoriji relativnosti se člena uporabljata enakovredno.
Drugače pa kozmologija v okviru nekvantne splošne teorije relativnosti kozmološke konstante ne potrebuje.